# Michel Bergerac
Pour les articles homonymes, voir Bergerac.
Michel Christian Bergerac (13 février 1932 - 11 septembre 2016) est un homme d'affaires français qui a été président de la société de cosmétiques Revlon à la succession de Charles Revson ,,,,,,.

## Voir également
- Jacques Bergerac